# Jens-Peter Schneider
Jens-Peter Schneider (* 1963 in Hameln) ist ein deutscher Jurist und Hochschullehrer.

## Leben und Wirken
Von 1983 bis 1988 studierte Schneider Rechtswissenschaften und Volkswirtschaftslehre in Marburg und Freiburg, wo er 1988 sein Erstes Juristisches Staatsexamen ablegte und 1990 unter Rainer Wahl promoviert wurde. Dem anschließenden Referendariat in Hamburg, San Francisco und Bonn folgte das Zweite Staatsexamen im Jahre 1993. In der Folge war Schneider in verschiedenen Stellungen an der Universität Hamburg tätig. Eben dort habilitierte er sich 1999 unter Wolfgang Hoffmann-Riem im Staats- und Verwaltungsrecht.
Seine Lehrtätigkeit nahm Schneider zum Sommersemester 1999 als Privatdozent in Hamburg auf. Von 2000 bis 2010 war er  Inhaber des Lehrstuhls für Deutsches und Europäisches Verwaltungsrecht unter Einschluss des Energie- und Kommunikationsrechts an der Universität Osnabrück, seit 2003 auch Direktor des dortigen European Legal Studies Institute. Zum Wintersemester 2010/11 wechselte er an die Universität Freiburg, wo er seitdem Professor für Öffentliches Recht und Direktor der Abteilung II (Öffentliches Recht, Europäisches Informations- und Infrastrukturrecht) am Institut für Medien- und Informationsrecht ist. Zudem war Schneider zeitweilig Gastprofessor an der Andrássy-Universität Budapest (2005) und der Columbia Law School in New York (2014).
Schneider ist Mitglied in zahlreichen Vereinigungen, so beispielsweise in der Gesellschaft für Rechtsvergleichung und der Societas Iuris Publici Europaei. Schneiders Forschungsschwerpunkte liegen entsprechend der Ausrichtung seines Lehrstuhls insbesondere im Öffentlichen Recht. Hierbei wiederum konzentriert er sich auf das deutsche und europäische Informationsrecht sowie die Verwaltungsrechtsvergleichung, das Energie- und Telekommunikationsrecht und das europäische Umwelt- und Wirtschaftsverwaltungsrecht. Allerdings reichen seine Forschungen auch über den streng rechtswissenschaftlichen Aspekt der Verwaltungstätigkeit bis in die allgemeinen Verwaltungswissenschaften hinein.

## Werke (Auswahl)
- Nachvollziehende Amtsermittlung bei der Umweltverträglichkeitsprüfung. Duncker&Humblot, Berlin 1991, ISBN 978-3-428-07120-3. (Dissertation)
- Liberalisierung der Stromwirtschaft durch regulative Marktorganisation. Eine vergleichende Untersuchung zur Reform des britischen, US-amerikanischen, europäischen und deutschen Energierechts. Nomos, Baden-Baden 1999, ISBN 978-3-7890-6015-1. (Habilitation)